# Saint-Martin-d'Estréaux
Saint-Martin-d'Estréaux és un municipi francès situat al departament del Loira i a la regió d'Alvèrnia-Roine-Alps. L'any 2007 tenia 905 habitants.

## Demografia

### Població
El 2007 la població de fet de Saint-Martin-d'Estréaux era de 905 persones. Hi havia 409 famílies de les quals 138 eren unipersonals (49 homes vivint sols i 89 dones vivint soles), 130 parelles sense fills, 117 parelles amb fills i 24 famílies monoparentals amb fills.
La població ha evolucionat segons el següent gràfic:
Habitants censats

### Habitatges
El 2007 hi havia 573 habitatges, 417 eren l'habitatge principal de la família, 60 eren segones residències i 96 estaven desocupats. 484 eren cases i 85 eren apartaments. Dels 417 habitatges principals, 290 estaven ocupats pels seus propietaris, 114 estaven llogats i ocupats pels llogaters i 13 estaven cedits a títol gratuït; 7 tenien una cambra, 22 en tenien dues, 76 en tenien tres, 132 en tenien quatre i 180 en tenien cinc o més. 281 habitatges disposaven pel capbaix d'una plaça de pàrquing. A 208 habitatges hi havia un automòbil i a 138 n'hi havia dos o més.

### Piràmide de població
La piràmide de població per edats i sexe el 2009 era:
| Homes | Edats   | Dones |
| ----- | ------- | ----- |
| 0     | 95 o +  | 0     |
| 0     | 90 a 94 | 12    |
| 4     | 85 a 89 | 16    |
| 16    | 80 a 84 | 12    |
| 16    | 75 a 79 | 20    |
| 20    | 70 a 74 | 64    |
| 48    | 65 a 69 | 44    |
| 20    | 60 a 64 | 20    |
| 48    | 55 a 59 | 24    |
| 36    | 50 a 54 | 52    |
| 36    | 45 a 49 | 36    |
| 36    | 40 a 44 | 28    |
| 16    | 35 a 39 | 28    |
| 28    | 30 a 34 | 32    |
| 20    | 25 a 29 | 12    |
| 32    | 20 a 24 | 16    |
| 28    | 15 a 19 | 8     |
| 20    | 10 a 14 | 28    |
| 24    | 5 a 9   | 40    |
| 16    | 0 a 4   | 12    |

## Economia
El 2007 la població en edat de treballar era de 522 persones, 319 eren actives i 203 eren inactives. De les 319 persones actives 292 estaven ocupades (175 homes i 117 dones) i 26 estaven aturades (10 homes i 16 dones). De les 203 persones inactives 97 estaven jubilades, 38 estaven estudiant i 68 estaven classificades com a «altres inactius».

### Ingressos
El 2009 a Saint-Martin-d'Estréaux hi havia 409 unitats fiscals que integraven 877 persones, la mediana anual d'ingressos fiscals per persona era de 15.353 €.

### Activitats econòmiques
Dels 50 establiments que hi havia el 2007, 5 eren d'empreses alimentàries, 1 d'una empresa de fabricació de material elèctric, 3 d'empreses de fabricació d'altres productes industrials, 7 d'empreses de construcció, 13 d'empreses de comerç i reparació d'automòbils, 4 d'empreses de transport, 3 d'empreses d'hostatgeria i restauració, 1 d'una empresa financera, 1 d'una empresa immobiliària, 1 d'una empresa de serveis, 8 d'entitats de l'administració pública i 3 d'empreses classificades com a «altres activitats de serveis».
Dels 11 establiments de servei als particulars que hi havia el 2009, 1 era una oficina de correu, 1 una oficina bancària, 2 tallers de reparació d'automòbils i de material agrícola, 1 paleta, 1 guixaire pintor, 1 fusteria, 1 lampisteria, 2 perruqueries i 1 restaurant.
Dels 8 establiments comercials que hi havia el 2009, 1 era una gran superfície de material de bricolatge, 2 botiges de menys de 120 m², 2 fleques, 1 una carnisseria, 1 una llibreria i 1 un drogueria.
L'any 2000 a Saint-Martin-d'Estréaux hi havia 35 explotacions agrícoles que ocupaven un total de 1.950 hectàrees.

## Equipaments sanitaris i escolars
L'únic equipament sanitari que hi havia el 2009 era una farmàcia.
El 2009 hi havia una escola elemental.

## Poblacions més properes
El següent diagrama mostra les poblacions més properes.